# Acuerdo de paz entre Armenia y Azerbaiyán
El 8 de agosto de 2025 se firmó un acuerdo de paz entre Armenia y Azerbaiyán para poner fin al conflicto del Alto Karabaj, que se había prolongado durante 37 años. El acuerdo incluye disposiciones para la delimitación de fronteras, la cooperación en materia de seguridad y medidas para la normalización de las relaciones entre ambos países.
En paralelo al acuerdo, el gobierno de Estados Unidos afirmó que Armenia le concedería durante 99 años los derechos exclusivos para desarrollar el corredor de Zangezur, rebautizado como la Ruta Trump para la Paz y la Prosperidad Internacional (TRIPP), con el objetivo de conectar la República Autónoma de Najicheván con el resto de Azerbaiyán a través de Armenia sin pasar por puestos de control armenios. Este corredor permitiría el tránsito de personas y mercancías desde Europa hacia Azerbaiyán y el resto de Asia Central sin necesidad de pasar por Rusia o Irán. 

## Antecedentes
El conflicto del Alto Karabaj entre Azerbaiyán y Armenia comenzó en 1988, cuando los habitantes de la región azerí del Alto Karabaj (Artsaj para los amernios) votaron mayoritariamente unirse a Armenia. Tras la independencia de ambas repúblicas de la Unión Soviética en 1991, estalló una guerra entre ellas, que terminó en 1994 con un alto el fuego mediado por Rusia. El Alto Karabaj se autoproclamó república independiente y expulsó de su territorio a cientos de miles de personas de etnia azerí.
Azerbaiyán tomó militarmente el control de parte del territorio en disputa (Artsaj) y las regiones circundantes en la segunda guerra del Alto Karabaj (2020). En octubre de 2022, la Unión Europea anunció el envío de una misión civil a Armenia para apoyar las negociaciones de paz, proporcionar asistencia técnica para la delimitación de las fronteras y promover la estabilidad en la región en medio de la reanudación de las tensiones. El año siguiente, Azerbaiyán lanzó una ofensiva relámpago sobre Artsaj que culminó en la toma de todo el territorio y la huída a Armenia de 120.000 personas de etnia armenia.

## Acuerdo de paz
El 13 de marzo de 2025 se anunció que las dos partes habían llegado a un acuerdo sobre todos los puntos del tratado de paz; solo quedaba fijar la fecha y el lugar para la firma. El tratado los comprometió a cesar todo combate, respetar la sobeanía mutua y restablecer relaciones diplomáticas.
El analista político Thomas de Waal atribuyó el avance hacia el acuerdo en gran medida al primer ministro armenio Nikol Pashinián, quien habría hecho una serie de concesiones clave, mientras que el presidente azerbaiyano Ilham Aliyev rara vez enfatizaba los beneficios de la paz y tendería a aprovechar el conflicto con Armenia para consolidar su liderazgo en el país.
A principios de julio de 2025, delegaciones de Armenia y Azerbaiyán se reunieron en Doha para discutir el proceso de normalización de sus relaciones bilaterales y el proceso de paz.
En agosto de 2025, el gobierno de Estados Unidos organizó la ceremonia de firma del acuerdo de paz en Washington, D.C. Asistieron al evento el presidente estadounidense Donald Trump, el primer ministro armenio Nikol Pashinián y el presidente azerbaiyano Ilham Alíyev. Ese día, los dos gobernantes publicaron una declaración conjunta en la que pidieron la disolución del grupo de mediación en el conflicto presidido por Francia, Rusia y Estados Unidos.

## Acuerdo sobre el corredor de Zanzegur
En paralelo al acuerdo de paz, el gobierno de Estados Unidos anunció la firma de un acuerdo sobre el estratégico corredor de Zangezur.  Según fuentes estadounidenses, Armenia aceptó otorgar a Estados Unidos derechos exclusivos de desarrollo en el terreno del corredor de Zangezur por 99 años. El gobierno de Estados Unidos subarrendaría el terreno a un consorcio empresarial que desarrollará líneas ferroviarias, de petróleo, gas y fibra óptica, y posiblemente de transmisión eléctrica, a lo largo del corredor de 43 kilómetros. El corredor conectará Azerbaiyán con su exclave, la República Autónoma de Najicheván, separada por 32 kilómetros, y se llamará «Ruta Trump para la Paz y la Prosperidad Internacional» (TRIPP).  Para respetar la soberanía de Armenia, el corredor se regirá por la legislación de dicho país. El contenido del acuerdo estaba todavía siendo precisado el 14 de agosto de 2025.
Un funcionario estadounidense declaró al sitio web Axios que "el principal objetivo de Estados Unidos con este proyecto de desarrollo es reducir la influencia de Irán, Rusia y China en la región del Cáucaso Sur". El corredor permitiría el transporte de personas y mercancías entre Turquía y Azerbaiyán, y más allá, hacia Asia Central, sin pasar por Irán ni Rusia. No obstante, la prensa especializada expresó dudas sobre la viabilidad comercial del corredor, ya que competiría con la ruta existente que conecta Azerbaiyán con Turquía a través de Georgia. El gobierno de Irán declaró acoger con satisfacción el acuerdo, advirtiendo no obstante contra "cualquier forma de intervención extranjera... que pueda socavar la estabilidad" de la región.
Fuentes del gobierno de Estados Unidos citadas por Reuters afirmaron que la administración Trump esperaba que el acuerdo permitiría a Azerbaiyán incorporarse en el futuro a los acuerdos de Abraham con Israel.